# Svarttjärnen (Njurunda socken, Medelpad)
Svarttjärnen är en sjö i Sundsvalls kommun i Medelpad och ingår i Selångersån-Ljungans kustområde.